# Каплиця об'явлення Пресвятої Богородиці (Кривче)
Каплиця об'явлення Пресвятої Богородиці в Кривчому — культова споруда, пам'ятка архітектури місцевого значення в селі Кривчому Тернопільської области України.

## Відомості
У 1906 р. на третій день Зелених свят в урочищі Скала перед пастухами явилася Матір Божа.
20 серпня 1906 р. станиславівський єпископ Григорій Хомишин відправив церковну комісію до Кривчого, яка на місці мала дослідити чудо. Найперше вони прибули до церкви, де голова комісії приймає від кожного члена присягу. Далі відбулося її засідання: на столі між двома свічками поставлено Євангеліє, на яке люди казали свої зізнання, які були внесені в протокол. Після неї комісія вирушила на місце, де сталося чудо.
У 1909 р. на місці об'явлення споруджена капличка, яку поновили в 1991 р.